# Гипри-Месак
Гипри-Месак (фр. Guipry-Messac) — коммуна на северо-западе Франции, находится в регионе Бретань, департамент Иль и Вилен, округ Редон, кантон Редон. Расположена в 40 км к югу от Ренна, в 15 км от национальной автомагистрали N137. На левом берегу Вилена, на территории бывшей коммуны Месак, находится железнодорожная станция Месак-Гипри линии Ренн-Редон.
Население (2018) — 7 034 человек.

## История
Коммуна образована 1 января 2016 года путем слияния коммун Гипри и Месак, расположенных на противоположных берегах реки Вилен. Центром коммуны является Месак, от него к новой коммуне перешли почтовый индекс и код INSEE. На картах в качестве координат Гипри-Месака указываются координаты Гипри.
На территории коммуны можно увидеть несколько менгиров, свидетельствующих о пребывании человека в этих местах со времен неолита. В Средние века на обоих берегах Вилена были возведены мотты, на которых располагались замки. В 843 году в Сражении при Месаке войско западных франков во главе с графом Нанта Рено Эрбожским нанесло поражение войску бретонцев под командованием Эриспоэ, сына правителя Бретани Номиноэ; это была первая из битв франкско-бретонской войны 841—851 годов.
Население коммуны поддержало изменения, внесенные Великой Французской революцией, особенно после прекращения террора. Главный революционный праздник — годовщина казни Людовика XVI, сопровождаемая клятвой ненависти к королевству и анархии, отмечается с 1795 года, так же, как и годовщина образования Республики.

## Достопримечательности
- Церковь Святого Петра XVII века в Гипри
- Церковь Святых Абдона и Сеннена в Месаке
- Старинная мукомольня на берегу Вилена
- Мост XI века через реку Вилен, соединяющий две части коммуны
- Шато де Шам XVII века
- Шато де Вотан XVI века
- Часовня тамплиеров XIII века в Месаке

## Экономика
Структура занятости населения:
- сельское хозяйство — 9,8 %
- промышленность — 13,7 %
- строительство — 5,9 %
- торговля, транспорт и сфера услуг — 48,0 %
- государственные и муниципальные службы — 22,6 %

Уровень безработицы (2018) — 10,2 % (Франция в целом — 13,4 %, департамент Иль и Вилен — 10,4 %). 

Среднегодовой доход на 1 человека, евро (2018) — 20 770 (Франция в целом — 21 730, департамент Иль и Вилен — 22 230).

## Демография
Динамика численности населения, чел.

## Администрация
Пост мэра Гипри-Месака с 2016 года занимает Тьерри Божуан (Thierry Beaujouan), с 2008 года бывший мэром коммуны Месак. На муниципальных выборах 2020 года возглавляемый им левый список победил в 1-м туре, получив 64,90 % голосов.
| Период | Период | Фамилия       | Партия       | Примечания                   |
| ------ | ------ | ------------- | ------------ | ---------------------------- |
| 2016   |        | Тьерри Божуан | Разные левые | бухгалтер, бывший мэр Месака |

## Знаменитые уроженцы
- Гаэль Табюре (1919—2017), пилот авиаполка «Нормандия — Неман», до 10 февраля 2017 года являлся последним живым лётчиком этого легендарного авиаподразделения

## Галерея

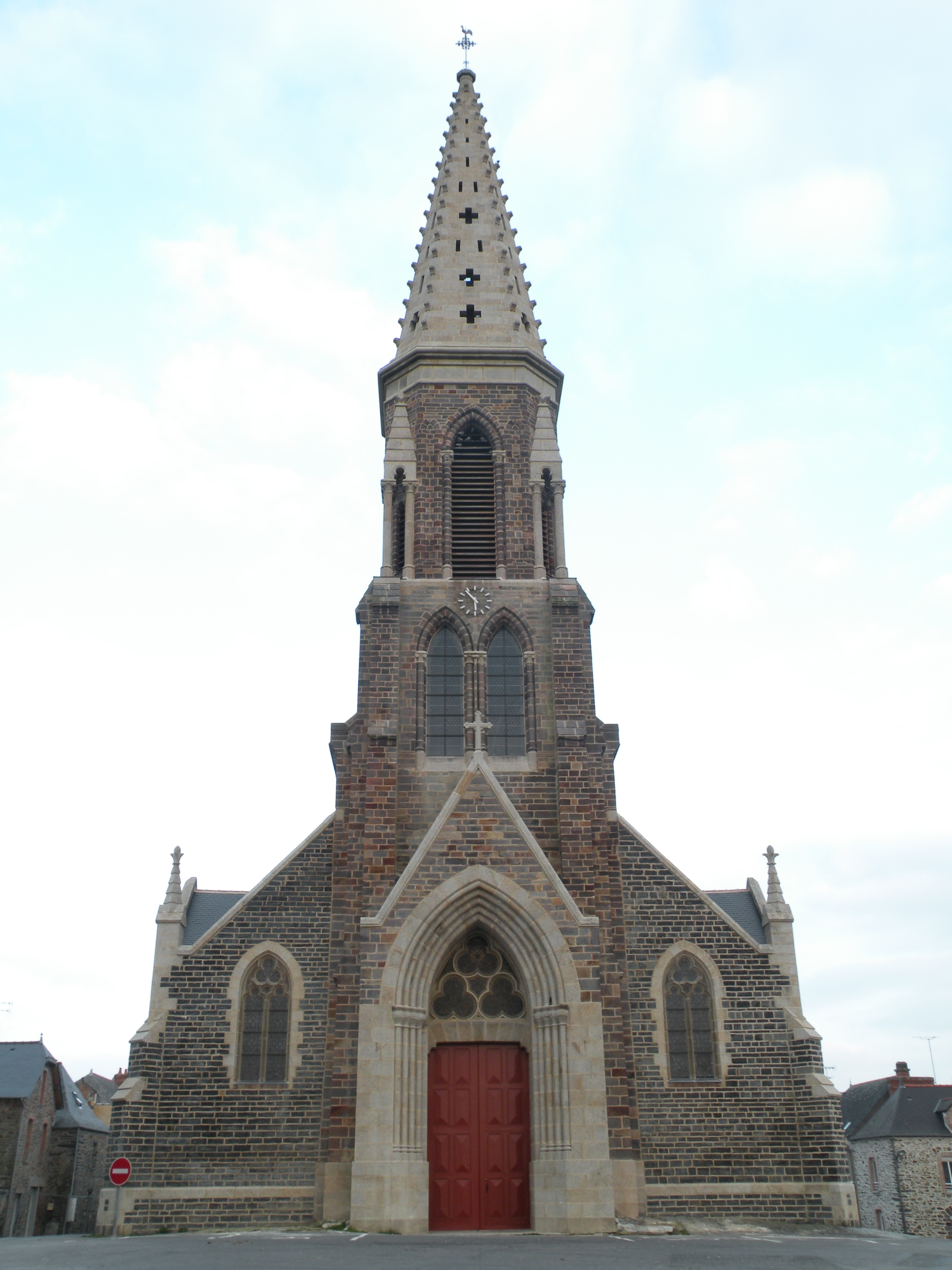
Церковь Святых Абдона и Сеннена в Месаке
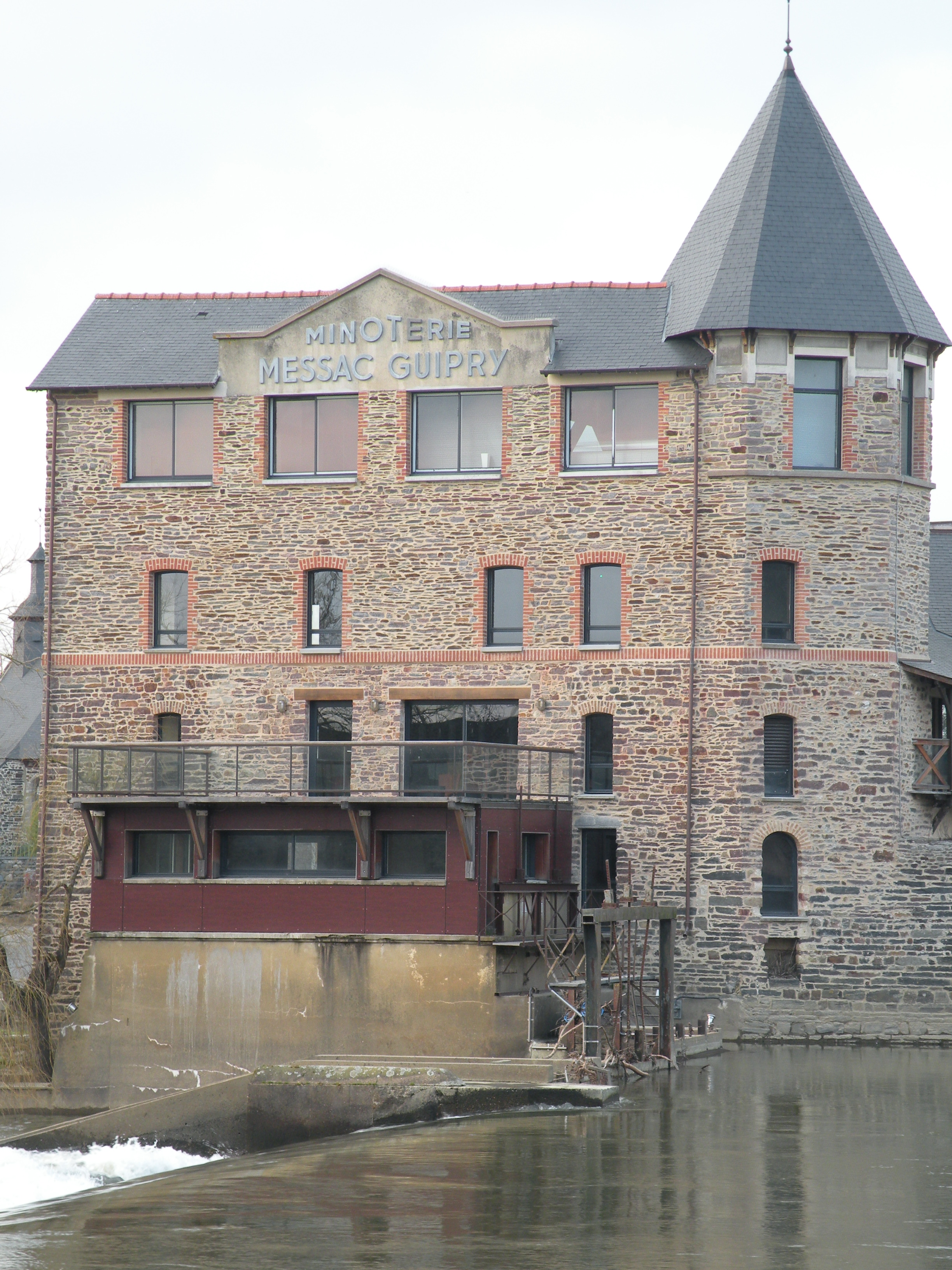
Старинная мукомольня на Вилене
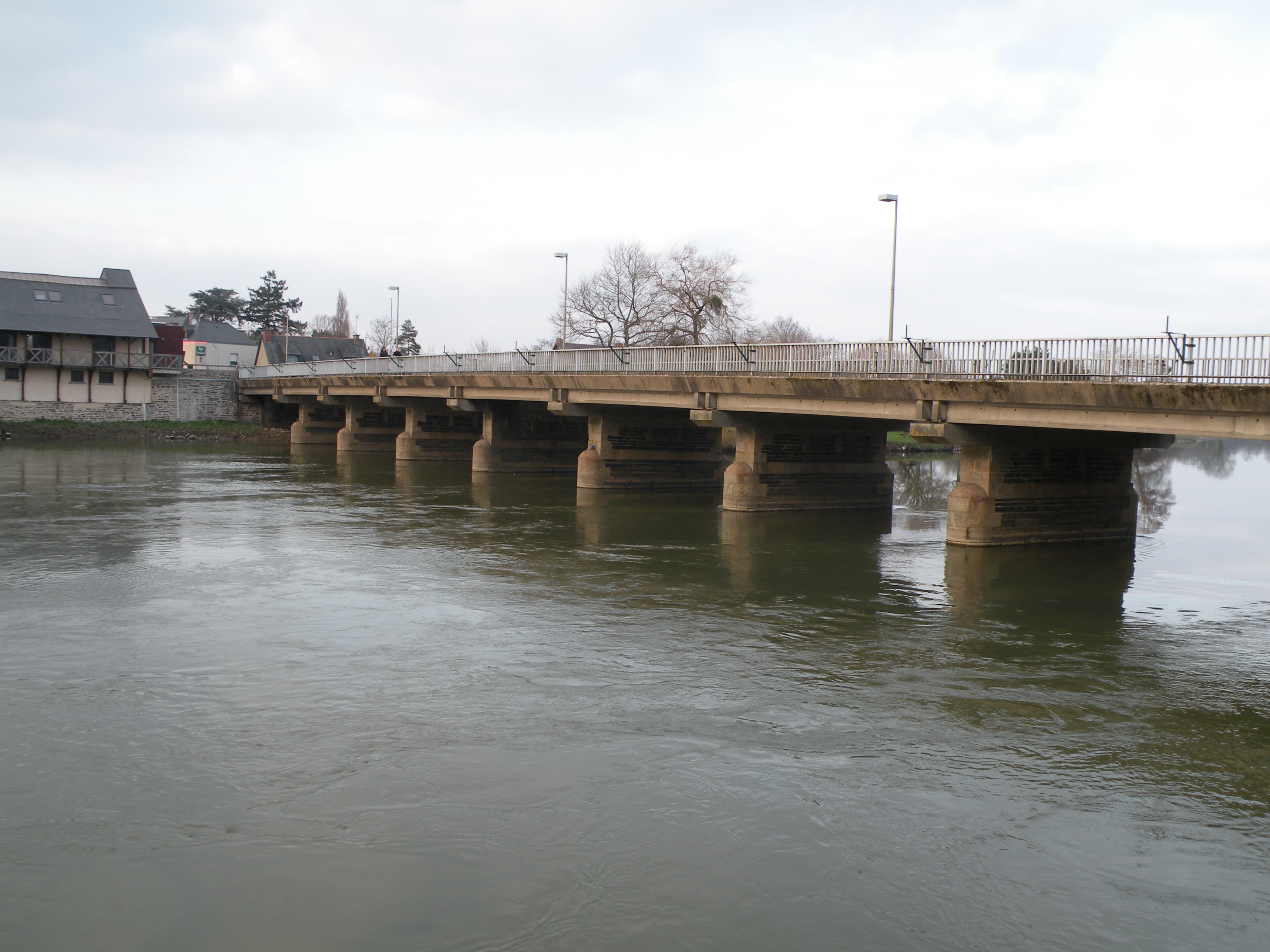
Мост через Вилен
Кафе у моста